# Quercus filialis
Quercus filialis är en bokväxtart som beskrevs av Elbert Luther Little. Quercus filialis ingår i släktet ekar, och familjen bokväxter. Inga underarter finns listade.